# São Morte

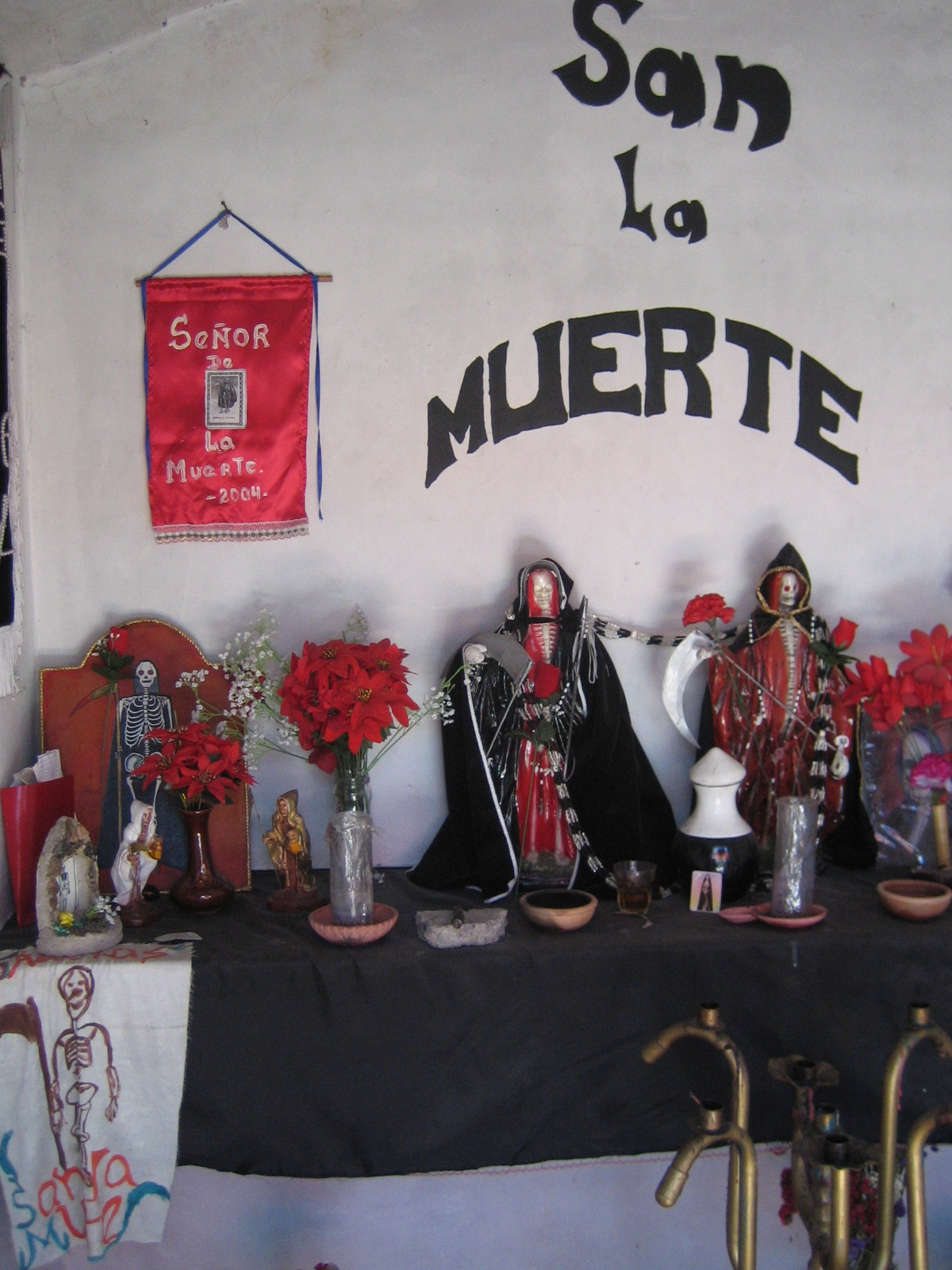
Celebração popular de São Morte no norte da Argentina em 2004

São Morte (em castelhano:  San La Muerte) é um santo popular venerado no Paraguai, nordeste da Argentina, principalmente na província de Corrientes, mas também em Misiones, Chaco e Formosa, além do Sul do Brasil, nos estados do Paraná, Santa Catarina e Rio Grande do Sul. Como resultado da migração interna na Argentina, desde a década de 1960, a veneração foi estendida à Grande Buenos Aires e para o sistema prisional nacional argentino.

## Descrição
São Morte é retratado como uma figura esquelética masculina geralmente portando uma foice. Embora a Igreja Católica no México condene a devoção de Santa Morte — figura semelhante à de São Morte — como uma tradição que mistura paganismo com cristianismo, portanto, contrária à crença cristã de Cristo derrotando a morte, muitos devotos consideram a veneração de São Morte como sendo parte de sua fé católica.
Embora os rituais e poderes atribuídos sejam muito semelhantes, São Morte não deve ser confundido com a popular Santa Morte, venerada no México e em partes dos Estados Unidos, e normalmente retratada como uma figura feminina.

## Origens
São Morte, assim como Gauchito Gil, é um dos muitos santos populares venerados na região que abrange partes do Paraguai, nordeste da Argentina e sul do Brasil. Outras partes incluem San Biquicho, San Alejo e Santa Catalina. Outras denominações incluem Senhor da Morte, Senhor da Boa Morte, ou, principalmente no Paraguai, São Esqueleto. Acredita-se que foi cultuado primeiramente entre os índios guaranis após a expulsão de seus jesuítas missionários, em 1767, como uma mistura de suas crenças anteriores e a fé católica recentemente importada. Algumas das tribos guaranis adoravam os ossos dos antepassados que exigem proteção contra fenômenos naturais e forças espirituais adversas, que convergiram com a tradição católica de considerar os ossos de santos como relíquias sagradas.

## Culto
Para os crentes, São Morte existe no contexto da fé católica e é comparável a outros seres puramente sobrenaturais, como arcanjos. A devoção envolve orações, rituais e oferendas, que são dadas diretamente ao santo na expectativa do atendimento de solicitações específicas. As ofertas podem incluir sangue, bebidas alcoólicas, velas e outros objetos valiosos. O santo recebe oferendas em troca de favores relacionados a uma ampla gama de problemas pessoais. Pode ajudar a restaurar o amor, saúde e fortuna, proteger os adoradores de feitiçaria, eliminar o mau-olhado e conceder boa sorte em jogos de azar. Além desses poderes, que são comumente atribuídos aos santos populares, em geral, seria capaz de conceder uma série de pedidos que estão ligados ao crime e à violência. Por exemplo, acredita-se que o santo esquelético pode trazer a morte sobre os inimigos de seus devotos, pode impedir as pessoas de serem enviadas para a prisão e ainda encurtar a prisão de detentos, além de ajudar na recuperação de itens roubados e desviados.
Sua devoção é caracterizada por um código moral que deve ser obedecido. Seus devotos têm numerosas obrigações para com o santo. A comunicação ocorre por meio de orações que são passadas entre os crentes. O culto também se baseia na punição e submissão ao ter concedido um favor ou graça. Quando as graças são concedidas, o santo é recompensado, mas nunca totalmente, de modo a aumentar as chances dele, em breve, estar disposto a conceder outra graça.
Para a maioria dos devotos, o santo oferece proteção pessoal e intransferível que só será acessível para os outros quando, após a morte do proprietário original, outro adquira a sua escultura. Há também os intermediários, tais como curandeiros e médicos tradicionais que invocam o seu poder, em nome de seus clientes. Em outros casos, São Morte é mantido escondido em casa, estendendo sua proteção a todos os membros da família, sem distinção. Uma série de altares públicos também podem ser encontrados. Eles são executados por devotos que atuam como guardiões de cuidadores. As festas públicas ocorrem em 15 de agosto, dia do santo. Já que não é reconhecido e incluído no calendário de santos da Igreja Católica, a data é contestada e, em alguns casos, é festejada em 13 de agosto.

## Imagem
A representação varia, mas a figura clássica é a de um esqueleto humano, de pé, com recursos simples, minimalistas. O esqueleto geralmente carrega uma foice, em alguns casos com gotas de sangue na ponta. Outras representações incluem um esqueleto de pé sem uma foice, ou sentado em um caixão.
Suas esculturas podem ser esculpidas em madeira, ossos, metal (especialmente balas) e, geralmente, se situam entre 3 e 15 centímetros de altura. O aumento dos poderes são atribuídos às esculturas que são criadas a partir de materiais de origem significativa, como a falange do dedo mínimo, um osso de bebê morto, a madeira retirada do caixão de uma pessoa morta, ou um crucifixo que pertencia a alguém falecido recentemente. Outras matérias-primas mais comuns incluem madeira de cedro.
Segundo os crentes, a escultura, de modo a ser capaz de conceder favores, precisa ser consagrada por um padre católico sete vezes. Se a escultura é esculpida em osso de um homem católico ele só precisa ser consagrado cinco vezes, pois o osso já foi consagrado duas vezes. Para obter esculturas abençoadas, os fiéis recorrem a subterfúgios, tais quais esconder uma imagem debaixo de uma de um santo convencional. Quando um padre abençoa a imagem normal, considera-se que a outra também foi abençoada.
Além das esculturas que são normalmente mantidas em um altar ou em um lugar fixo em casa, há uma série de formas pessoais do ritual que envolvem representações na forma de amuletos e tatuagens ou no corpo sob a forma de entalhes inseridos sob a pele do fiel. Tatuagens, amuletos e inserções do corpo ofereceriam proteção especial da morte e evitariam lesão corporal e prisão. Entre os devotos, as balas disparadas, de preferência as que tenham ferido ou matado um homem cristão são consideradas matéria-prima mais eficiente para amuletos.

## Correspondência
Existem semelhanças no cultivo aos exus de Umbanda, no que tange às oferendas, tais quais, uísque, aguardente, charutos, cigarros e comidas. Também há similitude nas imagens. A representação de São Morte sentado assemelha-se muito a Exu Tata Caveira.